# Micadina conifera
Micadina conifera är en insektsart som beskrevs av Chen, S.C. och Yun He He 1997. Micadina conifera ingår i släktet Micadina och familjen Diapheromeridae. Inga underarter finns listade i Catalogue of Life.